# 5-й Войковский проезд
5-й Во́йковский прое́зд — тупиковая улица в Северном административном округе города Москвы на территории Войковского района. Проходит от 1-го Войковского проезда до дома № 18. Нумерация домов ведётся от 1-го Войковского проезда.

## Название
Проезд назван в 1929 году в связи с близостью к заводу им. Войкова (ныне не существует).
Вновь образован 11 июля 1958 года Решением Исполнительного комитета Московского городского Совета депутатов трудящихся № 40/12 путем присвоения наименования Проектируемому проезду № 539 и упразднения существовавшего ранее наименования 5-й Войковский проезд ввиду ликвидации этого проезда.
В постсоветское время различные общественные организации неоднократно предлагали переименовать проезд, но безуспешно. Одним из вариантов названия предлагался 5-й Волковский проезд (в честь космонавта В. Н. Волкова и расположенной рядом улицы его имени).

## Описание
Проезд начинается от конца 1-го Войковского проезда и заканчивается тупиком у дома № 18. Направление — с юга на север с плавным изгибом на северо-восток.
Автомобильное движение — по одной полосе в каждую сторону, дорожная разметка присутствует лишь в самом начале. Светофоров и нерегулируемых пешеходных переходов нет. Тротуарами оборудована лишь чётная сторона, и то частично. Примыканий ни слева, ни справа нет.
Вдоль проезда на всём его протяжении проходит линия Малого кольца Московской железной дороги. В начале проезда вход в парк «Покровское-Стрешнево».

## Здания и сооружения

### Нечётная сторона
Нечётная сторона на всём своём протяжении застроена гаражами (автостоянка № 119 района «Войковский»).

### Чётная сторона
- № 12 — медико-санитарная часть № 51[4]. Семиэтажное здание с двухэтажной пристройкой построено в 1987 году коллективом СУ-51 треста «Мосстрой» № 17[5].
- № 12 стр. 4 — электроподстанция
- № 14-б — детский сад № 1167
- № 16 — ДЕЗ района «Войковский»; диспетчерская № 28 инженерной службы района «Войковский»

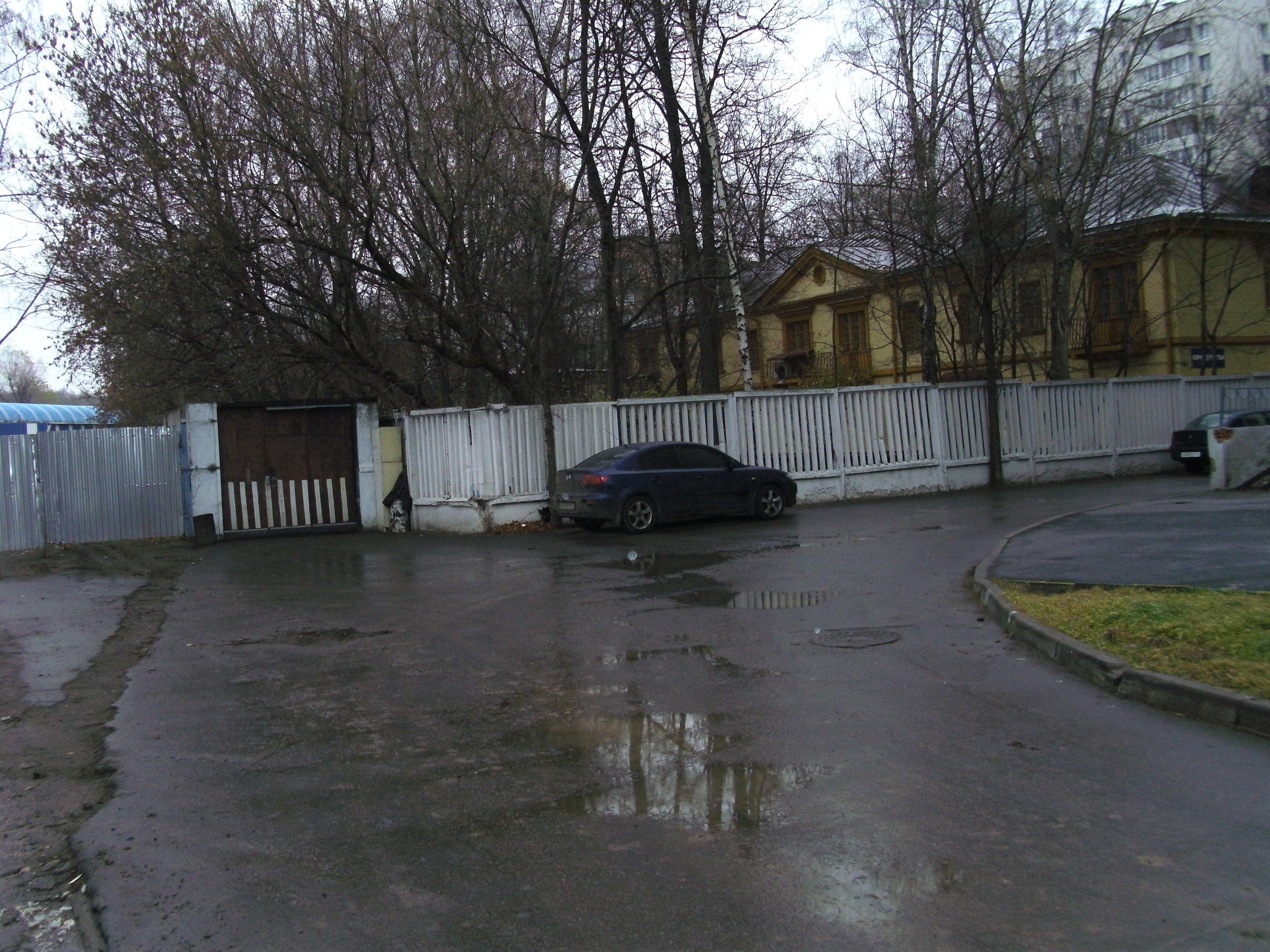
Конец проезда. Тупик у д. № 18

## Общественный транспорт
- Автобусные маршруты: 243 и 621.
- Станция метро «Войковская» — в 700 метрах от начала проезда и в 500 метрах от его конца.
- Ж/д платформы:
  - В начале проезда расположен объединённый вестибюль станций МЦК и МЦД «Стрешнево».